# Килиан, Виктор
Ви́ктор Ки́лиан (англ. Victor Kilian; 6 марта 1891, Джерси-Сити, Нью-Джерси — 11 марта 1979, Голливуд, Калифорния) — американский характерный актёр театра, кино и телевидения.

## Биография
Виктор Артур Килиан родился 6 марта 1891 года в городе Джерси-Сити (штат Нью-Джерси, США). С детства проявлял тягу к актёрской игре, и в 18-летнем возрасте стал членом водевильной труппы. С 1926 года начал играть на Бродвее и за 36 лет сыграл там множество ролей в минимум 26 постановках.
В 1929 году впервые попробовал себя в кино: сыграл эпизодическую роль без указания в титрах в картине «Джентльмены прессы», но полноценную кинокарьеру начал с 1932 года, и за 47 лет (с заметными перерывами) исполнил роли в примерно 145 кинофильмах и телесериалах; был актёром второго плана. Актёрский образ — злодей. Во время съёмок ленты «Пожнёшь бурю» (1942) получил серьёзную травму, в результате которой лишился глаза, но это ни в коем случае не поставило крест на его актёрской карьере. В 1952 году, во время расцвета маккартизма, был внесён в «Чёрный список Голливуда» за свои политические убеждения; однако поскольку Актёрская ассоциация справедливости отказалась согласиться с этим запретом, Килиан смог зарабатывать на жизнь, вернувшись к выступлениям на сцене, а до 1959 года не снимался. Затем вновь появился на экранах, но теперь только в телесериалах и телефильмах, и снимался далеко не так активно как в 1930-х и 1940-х годах.
Килиан был одним из первых жителей Фри-Акрс — социального экспериментального сообщества, созданного активистом Болтоном Холлом в тауншипе Беркли-Хайтс (Нью-Джерси) в 1910 году.
11 марта 1979 года 88-летний Виктор Килиан, который жил один в Голливуде, был забит до смерти грабителями в своей квартире. Преступники найдены не были. Согласно завещанию, кремированный прах актёра был развеян в саду роз Вествудского кладбища.
Личная жизнь
Жена — Дейзи Джонсон, не имела отношения к кинематографу. Брак был заключён в 1915 году и продолжался 46 лет до самой смерти супруги в 1961 году. Сын — Виктор Килиан-младший (1916—1981), был малоизвестным киноактёром.

## Избранная фильмография

### Широкий экран
В титрах указан
- 1935 — Воздушные ястребы[англ.] / Air Hawks — «Крошка Дэвис»
- 1936 — Сброд[англ.] / Riffraff  — «Мухоловка»
- 1936 — Дорога к славе[англ.] / The Road to Glory — высокий[8] сержант
- 1936 — Рамона[англ.] / Ramona — отец Гаспара
- 1936 — Приключение на Манхэттене[англ.] / Adventure in Manhattan — Марк Гиббс
- 1936 — Банджо на моём колене[англ.] / Banjo on My Knee — мистер Слейд
- 1937 — Седьмое небо[англ.] / Seventh Heaven — Гобин
- 1937 — Лига перепуганных мужчин[англ.] / The League of Frightened Men — Питни Скотт
- 1937 — Товарищ / Tovarich — жандарм
- 1938 — Приключения Тома Сойера / The Adventures of Tom Sawyer — шериф
- 1938 — Золотоискатели в Париже[англ.] / Gold Diggers in Paris — жандарм
- 1938 — Побег[англ.] / Prison Break — Фендерсон
- 1938 — Город мальчиков / Boys Town — шериф[9]
- 1939 — Медовый месяц в Париже[англ.] / Paris Honeymoon — «Древний», старый селянин
- 1939 — Блюз Сент-Луиса[англ.] / St. Louis Blues — Бёрдик, шериф
- 1939 — Приключения Гекльберри Финна / The Adventures of Huckleberry Finn — «Папаша Финн» (отец Гекльберри Финна)
- 1939 — Только у ангелов есть крылья / Only Angels Have Wings — Спаркс
- 1939 — Пыль будет моей судьбой / Dust Be My Destiny — Док Сондерс
- 1940 — Маленький старый Нью-Йорк[англ.] / Little Old New York — ДеУитт
- 1940 — Молодой Том Эдисон[англ.] / Young Tom Edison — мистер Дингл
- 1940 — Вирджиния-Сити / Virginia City — Авраам Линкольн
- 1940 — Доктор Циклоп / Dr. Cyclops — Стив Бейкер
- 1940 — Пока мы не встретимся снова[англ.] / ’Til We Meet Again — Херб МакГиллис
- 1940 — Всё это и небо в придачу / All This, and Heaven Too — жандарм
- 1940 — Возвращение Фрэнка Джеймса / The Return of Frank James — проповедник
- 1940 — Буксирщица Энни снова в пути[англ.] / Tugboat Annie Sails Again — Сэм
- 1940 — Они знали, что хотели[англ.] / They Knew What They Wanted — фотограф
- 1940 — Чад Ханна[англ.] / Chad Hanna — «Человек-картошка»[10]
- 1941 — Вестерн Юнион / Western Union — Чарли
- 1941 — Кровь и песок[англ.] / Blood and Sand — священник
- 1941 — Секреты Одинокого волка / Secrets of the Lone Wolf — полковник Касталь
- 1942 — Пожнёшь бурю[англ.] / Reap the Wild Wind — Мэтиас «Свиязь»
- 1942 — Оружие для найма / This Gun for Hire — Дрю
- 1943 — Случай в Окс-Боу / The Ox-Bow Incident — Дарби
- 1943 — Ночные бомбардировщики[англ.] / Bomber's Moon — Хенрик ван Зеелер
- 1943 — Джонни приходит поздно[англ.] / Johnny Come Lately — бродяга в товарном вагоне
- 1944 — Джентльмен с Варварского берега[англ.] / Barbary Coast Gent — Кёрри Слейк
- 1944 — Опасный путь[англ.] / Dangerous Passage — Бак Харрис, первый помощник капитана
- 1944 — Красавица Юкона[англ.] / Belle of the Yukon — профессор Солсбери
- 1945 — Испанские морские владения[англ.] / The Spanish Main — капитан из Санта-Мадре
- 1946 — Маленький великан[англ.] / Little Giant — Гас Андерсон, продавец
- 1949 — Я застрелил Джесси Джеймса[англ.] / I Shot Jesse James — «Мыльный»
- 1950 — Огонь и стрела[англ.] / The Flame and the Arrow — Маццони, аптекарь
- 1950 — Королева бандитов[англ.] / The Bandit Queen — Хосе Монтальво

В титрах не указан
- 1938 — Мария-Антуанетта / Marie Antoinette — стражник в камере Луи
- 1939 — Никогда не отчаивайся[англ.] / Never Say Die — мужчина, заряжающий пистолеты
- 1939 — Горбун из Нотр-Дама / The Hunchback of Notre Dame — палач Эсмеральды
- 1939 — Шантаж[англ.] / Blackmail — Фрэнк Миллер, надзиратель
- 1939 — Невидимые полосы / Invisible Stripes — бригадир погрузочной платформы
- 1940 — Завоевать город[англ.] / City for Conquest — Билл Постер
- 1940 — Знак Зорро / The Mark of Zorro — лодочник
- 1940 — Дорога на Санта-Фе / Santa Fe Trail — посыльный всадник
- 1941 — Сержант Йорк / Sergeant York — Эндрюс
- 1942 — Свидание с Соколом / A Date with the Falcon — Макс Карлсон
- 1943 — Безумец Гитлера[англ.] / Hitler's Madman — Янек
- 1944 — Сомнительная слава / Uncertain Glory — Латур
- 1944 — Приключения Марка Твена[англ.] / The Adventures of Mark Twain — Хиггинс
- 1944 — Кисмет / Kismet — Джехан
- 1944 — Встретимся в Сент-Луисе / Meet Me in St. Louis — носильщик
- 1945 — Диллинджер / Dillinger — отец Джона Диллинджера
- 1945 — Заворожённый / Spellbound — шериф
- 1946 — Оленёнок / The Yearling — капитан
- 1946 — Дуэль под солнцем / Duel in the Sun — картёжник
- 1947 — Джентльменское соглашение / Gentleman's Agreement — Олсен
- 1948 — Жёлтое небо[англ.] / Yellow Sky — бармен
- 1949 — Территория Колорадо[англ.] / Colorado Territory — шериф Миссури
- 1949 — Господство террора / Reign of Terror — тюремщик
- 1949 — Мадам Бовари[англ.] / Madame Bovary — оратор на сельскохозяйственном шоу
- 1950 — Звёзды в моей короне[англ.] / Stars in My Crown — Нед
- 1950 — Выхода нет / No Way Out — отец
- 1951 — Лемон Дроп Кид[англ.] / The Lemon Drop Kid — мистер Эган, домовладелец
- 1951 — Высокая цель[англ.] / The Tall Target — Джон К. Гэннон, инженер
- 1951 — Неизвестный мир[англ.] / Unknown World — доктор Джеремайя Морли

### Телевидение
- 1970 — Семейка Брейди / The Brady Bunch — мистер Стонер[9] (в эпизоде The Treasure of Sierra Avenue[англ.])
- 1974 — Планета обезьян[англ.] / Planet of the Apes — человек (в эпизоде The Legacy)
- 1974 — Дымок из ствола / Gunsmoke — Гомер Джонс[9] (в эпизоде The Fourth Victim[англ.])
- 1975 — Коджак / Kojak — Кларенс (в эпизоде The Trade-Off[англ.])
- 1975 — Джефферсоны / The Jeffersons — дядюшка Бертрам (в 2 эпизодах[англ.])
- 1976—1977 — Мэри Хартман, Мэри Хартман[англ.] / Mary Hartman, Mary Hartman — Реймонд Ларкин (в 325 эпизодах)
- 1977—1978 — Фернвуд навсегда / Forever Fernwood — Реймонд Ларкин (в 130 эпизодах)
- 1979 — Все в семье / All in the Family — разные роли (в 2 эпизодах[англ.])

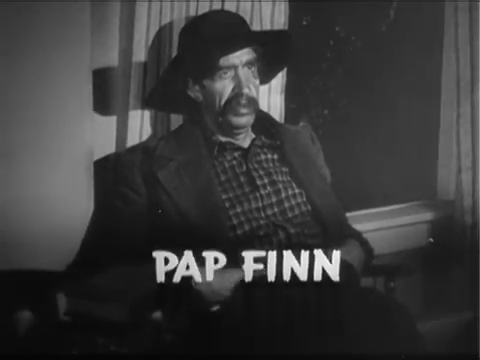
В фильме «Приключения Гекльберри Финна» (1939)
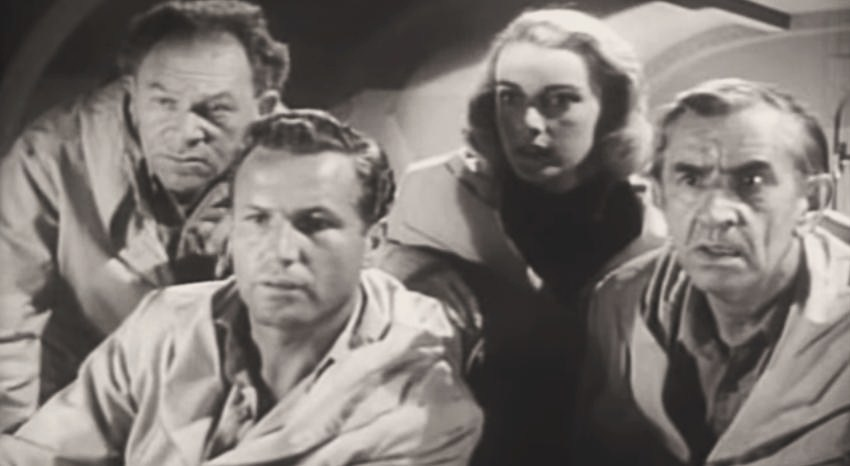
Слева направо: Отто Уолдис[англ.], Брюс Келлогг[англ.], Мэрилин Нэш[англ.] и Виктор Килиан в фильме «Неизвестный мир[англ.]» (1951)